# Englesqueville-en-Auge
Englesqueville-en-Auge é uma comuna francesa na região administrativa da Normandia, no departamento Calvados. Estende-se por uma área de 3,64 km². Em 2010 a comuna tinha 111 habitantes (densidade: 30,5 hab./km²).